# Janowicze (obwód witebski)
Janowicze (biał. Янавічы) – osiedle typu miejskiego na Białorusi w obwodzie witebskim w rejonie witebskim, ok. 0,9 tys. mieszkańców (2010).

## Historia
Miasto magnackie położone było w końcu XVIII wieku  w powiecie witebskim województwa witebskiego.
Dwór w Janowiczach został opisany w tomie I książki Dzieje rezydencji na dawnych kresach Rzeczypospolitej.
Podczas okupacji hitlerowskiej, 25 sierpnia 1941 roku Niemcy utworzyli getto dla żydowskich mieszkańców. Przebywało w nim około 1600 osób. 10 września 1941 roku Niemcy zlikwidowali getto, a Żydów zamordowali koło wsi Zajcewo. Sprawcami zbrodni było Einsatzkommando 9. 

## Herb
Herb Janowicz został ustanowiony 20 stycznia 2006 roku rozporządzeniem prezydenta Białorusi nr 36.